# تأشير ونقر

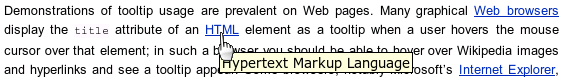
وضع الفارة على إشارة اللون الأزرق تدل على فتح صفحة جديدة

تأشير ونقر (بالإنجليزية: Point and click)‏، هي أن توضع رمز السهم وهي مؤشر حركة الفأرة في شاشة مستخدم الحاسب الآلي وتقوم بنقر صفحة جديدة أو فتح أيقونة الصفحة الجديدة في الموقع الإلكتروني أو البرامج. في هذا العصر تستخدم نقرة وتأشير لكل الحواسيب الحديثة مثل الهواتف الذكية وألعاب الفيديو وغير ذلك.